# Sympycnus spinipes
Sympycnus spinipes är en tvåvingeart som beskrevs av Van Duzee 1930. Sympycnus spinipes ingår i släktet Sympycnus och familjen styltflugor. Inga underarter finns listade i Catalogue of Life.